# 自然公园内特罗代纳
自然公园内特罗代纳（義大利語：Trodena nel parco naturale），又简称为特罗代纳，是意大利博尔扎诺-上阿迪杰自治省的一个市镇。总面积20平方公里，人口1001人，人口密度50.1人/平方公里（2009年）。ISTAT代码为021102。